# Associazione Calcio Genova 1893 1937-1938
Questa pagina raccoglie i dati riguardanti l'Associazione Calcio Genova 1893 nelle competizioni ufficiali della stagione 1937-1938.

## Stagione
Nella stagione 1937-1938 il Genova 1893 con 38 punti in classifica si è classificato terzo.

## Divise
La maglia per le partite casalinghe presentava i colori rossoblu.

## Organigramma societario
Area direttiva
- Presidente: Juan Culiolo

Area tecnica
- Allenatore: William Garbutt

## Rosa
| N. |                    | Ruolo | Calciatore             |
| -- | ------------------ | ----- | ---------------------- |
|    | Italia (bandiera)  | P     | Manlio Bacigalupo      |
|    | Italia (bandiera)  | P     | Lino Fregosi           |
|    | Italia (bandiera)  | P     | Giuseppe Traverso      |
|    | Italia (bandiera)  | D     | Paolo Agosteo          |
|    | Italia (bandiera)  | D     | Renato Vignolini       |
|    | Italia (bandiera)  | C     | Giuseppe Bigogno       |
|    | Italia (bandiera)  | C     | Longino Di Piazza      |
|    | Uruguay (bandiera) | C     | Emanuel Fillola        |
|    | Italia (bandiera)  | C     | Mario Genta            |
|    | Italia (bandiera)  | C     | Alfredo Marchionneschi |
|    | Italia (bandiera)  | C     | Arrigo Morselli        |

| N. |                    | Ruolo | Calciatore               |
| -- | ------------------ | ----- | ------------------------ |
|    | Italia (bandiera)  | C     | Mario Perazzolo          |
|    | Italia (bandiera)  | C     | Luigi Scarabello         |
|    | Uruguay (bandiera) | C     | Carlos Servetti          |
|    | Italia (bandiera)  | C     | Enzo Venturini           |
|    | Italia (bandiera)  | C     | Carlo Villa              |
|    | Italia (bandiera)  | A     | Pietro Arcari            |
|    | Italia (bandiera)  | A     | Giorgio Barsanti         |
|    | Italia (bandiera)  | A     | Giovanni Bermone         |
|    | Italia (bandiera)  | A     | Cesare Augusto Fasanelli |
|    | Italia (bandiera)  | A     | Arturo Presselli         |

## Risultati

### Serie A

#### Girone di andata
| Genova 12 settembre 1937 1ª giornata | Genova 1893         | 0 – 0 | Atalanta | Stadio Luigi Ferraris\| Arbitro: \| Conticini (Firenze) \| |
| Arbitro:                             | Conticini (Firenze) |       |          |                                                            |

| Arbitro: | Bevilacqua (Viareggio) |

|                   |           |                |
| Camolese 38’, 80’ | Marcatori | 37’ Arcari III |

| Arbitro: | Salvagno (Trieste) |

|              |           |  |
| Servetti 16’ | Marcatori |  |

| Arbitro: | Mazza (Torre del Greco) |

|                        |           |  |
| Dentuti 14’ Grossi 60’ | Marcatori |  |

| Arbitro: | Dattilo (Roma) |

|                            |           |             |
| Figliola 81’ Fasanelli 87’ | Marcatori | 30’ Allasio |

| Arbitro: | Barlassina (Novara) |

|  |           |                   |
|  | Marcatori | 12’ (aut.) Persia |

| Arbitro: | Mazza (Torre del Greco) |

|                   |           |                   |
| Servetti 12’, 42’ | Marcatori | 14’, 87’ Trevisan |

| Arbitro: | Scarpi (Dolo) |

|              |           |                 |
| Servetti 44’ | Marcatori | 35’ Ferraris II |

| Arbitro: | Scorzoni (Bologna) |

|                     |           |                            |
| Glovi 21’ Rocco 40’ | Marcatori | 7’ Servetti 33’ Scarabello |

| Arbitro: | Zelocchi (Modena) |

|                 |           |                             |
| De Filippis 22’ | Marcatori | 32’ Figliola 85’ Arcari III |

| Arbitro: | Carminati (Milano) |

|                                                      |           |             |
| Servetti 13’ (rig.) Perazzolo 86’ Marchionneschi 88’ | Marcatori | 48’ Pomponi |

| Arbitro: | Scarpi (Dolo) |

|                         |           |                            |
| Reguzzoni 26’ Maini 28’ | Marcatori | 32’ Servetti 67’ Perazzolo |

| Arbitro: | Dattilo (Roma) |

|  |           |           |
|  | Marcatori | 25’ Capra |

| Arbitro: | Zelocchi (Modena) |

|  |           |                                           |
|  | Marcatori | 1’, 42’ Morselli 46’ Barsanti 64’ Bermone |

| Arbitro: | Barlassina (Novara) |

|               |           |                                         |
| Michelini 67’ | Marcatori | 44’ Arcari III 62’ Barsanti 76’ Bigogno |

#### Girone di ritorno
| Arbitro: | Mazzarini (Roma) |

|                               |           |                                                               |
| Fornasaris 41’, 54’ Croce 59’ | Marcatori | 24’ Scarabello 30’ Barsanti 40’ (aut.) Bonilauri 87’ Figliola |

| Arbitro: | Bertolio (Torino) |

|                               |           |           |
| Barsanti 1’ Marchionneschi 5’ | Marcatori | 33’ Piola |

| Arbitro: | Dattilo (Roma) |

|             |           |                             |
| Cerroni 63’ | Marcatori | 10’ Barsanti 59’ Arcari III |

| Arbitro: | Tonnetti (Roma) |

|                                             |           |           |
| Arcari III 26’ Marchionneschi 38’, 54’, 67’ | Marcatori | 47’ Cason |

| Arbitro: | Mazzarini (Roma) |

|  |           |              |
|  | Marcatori | 11’ Barsanti |

| Arbitro: | Dattilo (Roma) |

|  |           |                         |
|  | Marcatori | 19’ Peretti 77’ Bollano |

| Arbitro: | Bertolio (Torino) |

|                   |           |                |
| Trevisan 58’, 62’ | Marcatori | 85’ Arcari III |

| Milano 6 marzo 1938 23ª giornata | Ambrosiana-Inter   | 0 – 0 | Genova 1893 | Arena Civica\| Arbitro: \| Scorzoni (Bologna) \| |
| Arbitro:                         | Scorzoni (Bologna) |       |             |                                                  |

| Arbitro: | Scarpi (Dolo) |

|                                    |           |           |
| Arcari III 13’ (rig.) Barsanti 23’ | Marcatori | 22’ Biagi |

| Arbitro: | Scorzoni (Bologna) |

|             |           |                         |
| Morselli 9’ | Marcatori | 49’ Gabetto 71’ Bellini |

| Arbitro: | Zelocchi (Modena) |

|  |           |              |
|  | Marcatori | 10’ Morselli |

| Arbitro: | Dattilo (Roma) |

|                |           |                              |
| Arcari III 34’ | Marcatori | 2’ Busoni 30’, 77’ Reguzzoni |

| Arbitro: | Mattea (Torino) |

|                |           |                           |
| Boffi 74’, 83’ | Marcatori | 86’ Servetti 90’ Figliola |

| Arbitro: | Bertolio (Torino) |

|                                              |           |  |
| Barsanti 7’ Perazzolo 34’ Marchionneschi 78’ | Marcatori |  |

| Arbitro: | Scarpi (Dolo) |

|                |           |                |
| Arcari III 81’ | Marcatori | 26’ Mascheroni |

## Statistiche

### Statistiche di squadra
| Competizione | Punti | In casa | In casa | In casa | In casa | In casa | In casa | In trasferta | In trasferta | In trasferta | In trasferta | In trasferta | In trasferta | Totale | Totale | Totale | Totale | Totale | Totale | DR  |
| Competizione | Punti | G       | V       | N       | P       | Gf      | Gs      | G            | V            | N            | P            | Gf           | Gs           | G      | V      | N      | P      | Gf     | Gs     | DR  |
| ------------ | ----- | ------- | ------- | ------- | ------- | ------- | ------- | ------------ | ------------ | ------------ | ------------ | ------------ | ------------ | ------ | ------ | ------ | ------ | ------ | ------ | --- |
| Serie A      | 38    | 15      | 7       | 4       | 4       | 24      | 17      | 15           | 8            | 4            | 3            | 26           | 18           | 30     | 15     | 8      | 7      | 50     | 35     | +15 |
| Coppa Italia |       | -       | -       | -       | -       | -       | -       | 2            | 1            | 0            | 1            | 4            | 5            | 2      | 1      | 0      | 1      | 4      | 5      | -1  |
| Totale       |       | -       | -       | -       | -       | -       | -       | -            | -            | -            | -            | -            | -            | -      | -      | -      | -      | -      | -      | -   |

### Statistiche dei giocatori
| Giocatore         | Serie A  | Serie A | Coppa Italia | Coppa Italia | Totale   | Totale |
| Giocatore         | Presenze | Reti    | Presenze     | Reti         | Presenze | Reti   |
| ----------------- | -------- | ------- | ------------ | ------------ | -------- | ------ |
| P. Agosteo        | 12       | 0       | ?            | ?            | 12+      | 0+     |
| P. Arcari (III)   | 30       | 9       | ?            | ?            | 30+      | 9+     |
| M. Bacigalupo     | 21       | -24     | ?            | ?            | 21+      | -24+   |
| G. Barsanti       | 14       | 8       | ?            | ?            | 14+      | 8+     |
| G. Bermone        | 1        | 1       | ?            | ?            | 1+       | 1+     |
| G. Bigogno        | 29       | 1       | ?            | ?            | 29+      | 1+     |
| C. Fasanelli      | 11       | 1       | ?            | ?            | 11+      | 1+     |
| E. Fillola        | 27       | 4       | ?            | ?            | 27+      | 4+     |
| L. Fregosi        | 9        | -11     | ?            | ?            | 9+       | -11+   |
| M. Genta          | 30       | 0       | ?            | ?            | 30+      | 0+     |
| A. Marchionneschi | 25       | 6       | ?            | ?            | 25+      | 6+     |
| A. Morselli       | 24       | 4       | ?            | ?            | 24+      | 4+     |
| M. Perazzolo      | 22       | 3       | ?            | ?            | 22+      | 3+     |
| L. Scarabello     | 27       | 2       | ?            | ?            | 27+      | 2+     |
| C. Servetti       | 13       | 9       | ?            | ?            | 13+      | 9+     |
| E. Venturini      | 4        | 0       | ?            | ?            | 4+       | 0+     |
| R. Vignolini      | 23       | 0       | ?            | ?            | 23+      | 0+     |
| C. Villa          | 8        | 0       | ?            | ?            | 8+       | 0+     |